# Katherine Rawls
Katherine Louise Rawls, född 14 juni 1917 i Nashville i Tennessee, död 8 april 1982, var en amerikansk simhoppare och simmare.
Hon blev olympisk silvermedaljör i svikthopp vid sommarspelen 1932 i Los Angeles.